# 미국 지질조사국

미국 지질조사국 로고

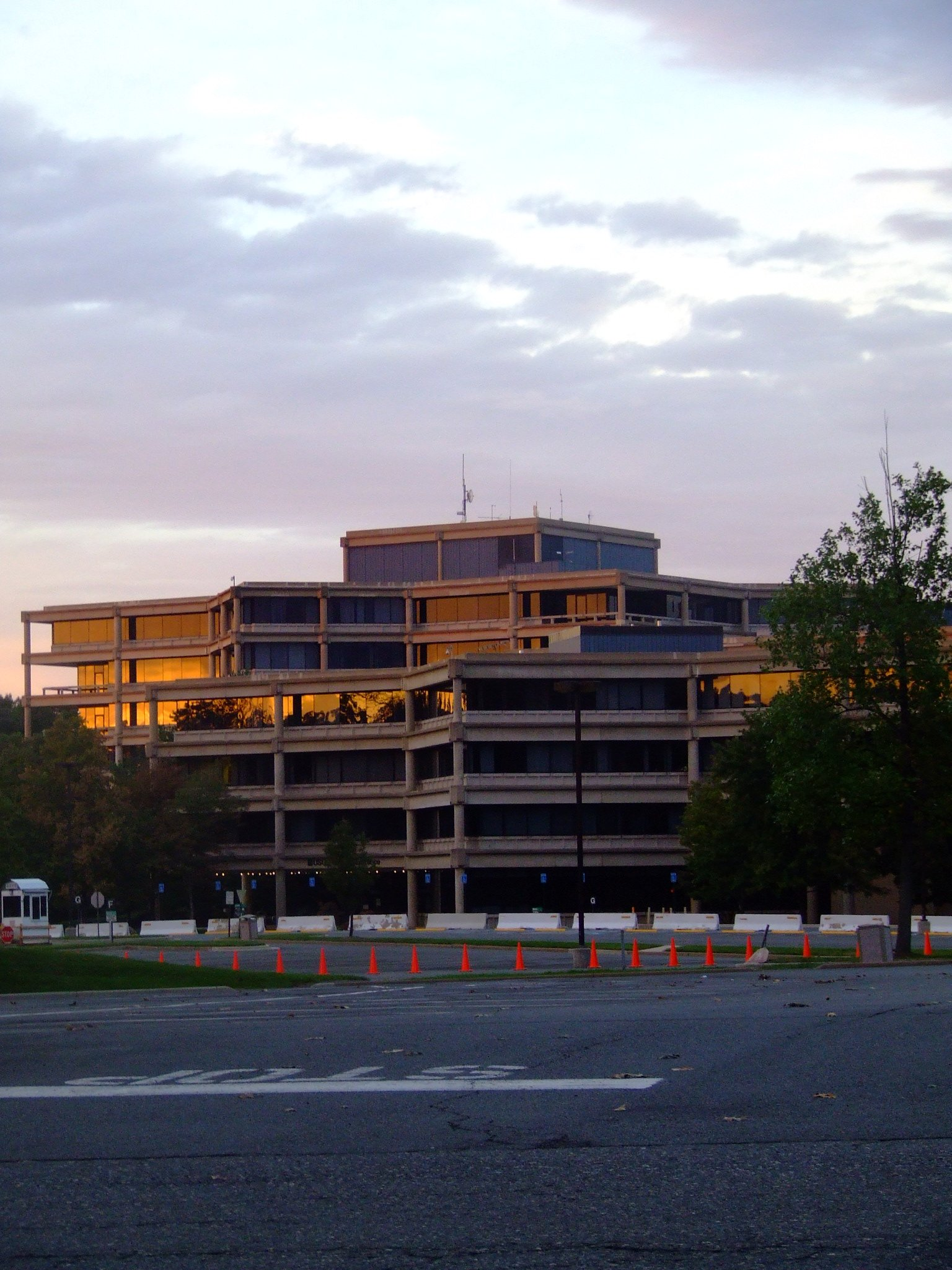
본부 건물

미국 지질조사국(美國 地質調査局, 영어: United States Geological Survey, USGS)은 미국 내무부 산하의 연구기관으로, 1879년 3월 3일, 의회 차원에서 설립되었다. 미국 영토 내의 지형이나 천연 자원, 자연재해 등을 주로 측정하며, 또한 지형도와 지질도를 제작하기도 한다. 연구 분야는 생물학, 지질학, 지리학, 수문학 쪽이다.
미국 지질조사국에 근무하고 있는 직원 수는 10,000여 명 이상으로, 이 중 지진 분야 전문 인력은 100여 명이다. 버지니아주의 레스턴에 본부를 두고 있으며, 주 사무실을 덴버와 멘로파크에도 두고 있다. 미국 내외에 400여개 지부가 있다.

## 역대 국장
- 1879–1881 클레런스 킹
- 1881–1894 존 위즐리 파웰
- 1894–1907 찰스 두리틀 월콧
- 1907–1930 조지 오티스 스미스
- 1930–1943 월터 커런 맨덴홀
- 1943–1956 윌리엄 엠브리 래더
- 1956–1965 토마스 브래넌 놀란
- 1965–1971 윌리엄 토마스 페코라
- 1971–1978 빈센트 일리스 맥켈비
- 1978–1981 헨리 윌리엄 메나드
- 1981–1993 댈러스 린 펙
- 1994–1997 고든 P. 이튼
- 1998–2005 찰스 G. 그로트
- 2006-현재 마크 마이어스

## 같이 보기
- 한국지질자원연구원(KIGAM) - 미국 지질조사국에 준하는 대한민국의 관련 기관